# ايمانويل سفينسون
ايمانويل سفينسون (20 فبراير 1989 بالسويد - ) هو لاعب كرة قدم سويدي في مركز الوسط. لعب مع نادي فالكنبرغ وMjällby AIF ‏ وKristianstad FC ‏.

## وصلات خارجية
- ايمانويل سفينسون على موقع اتحاد السويد (السويدية)
- ايمانويل سفينسون على موقع قاعدة بيانات كرة القدم.إي يو (الإنجليزية)